# Ardisia nigrovirens
Espèce
Synonymes
- Graphardisia nigrovirens (J.F.Macbr.) Lundell[2]

Statut de conservation UICN

 NT  : Quasi menacé
Ardisia nigrovirens est une espèce de plantes à fleurs de la famille des Primulaceae, originaire du Pérou.

## Classification
Cette espèce a été décrite en 1927 par le botaniste James Francis Macbride (1892-1976). L'épithète spécifique nigrovirens  - du latin nigro, noir, et virens, vert - signifie « vert très foncé ».
En classification phylogénétique APG III (2009), l'espèce fait partie de la famille des Primulaceae. En classification classique de Cronquist (1981) et en classification phylogénétique APG II (2003), le genre Ardisia était assigné à la famille des Myrsinaceae.

## Répartition géographique
Cette espèce est originaire du Pérou.